# Cathy Schulman
Pour les articles homonymes, voir Schulman.
Cathy Schulman est une productrice de cinéma américaine née en 1965.

## Biographie
Après des études à l'université Yale d'où elle sort avec des diplômes en théâtre et en histoire de l'art, elle travaille successivement pour Sovereign Pictures, Samuel Goldwyn Company, Savoy Pictures et Universal Pictures
En 2002, elle crée Bull's Eye Entertainment avec Tom Nunan, dans le but de produire des films indépendants pour le cinéma et la télévision. Elle devient présidente de Mandalay Pictures en 2007.
Elle est actuellement présidente de Women in Film (en), une organisation dont le but est la promotion de l'égalité des chances pour les femmes, d'une part en encourageant les femmes dans la réalisation de projets créatifs et d'autre part en promouvant les portraits de femmes dans toutes formes de médias. Elle est aussi membre du conseil de la Producers Guild of America

## Filmographie
- 2000 : Isn't She Great d'Andrew Bergman
- 2001 : Rencontres à Manhattan d'Edward Burns
- 2002 : You Stupid Man de Brian Burns
- 2003 : Les Larmes du Soleil d'Antoine Fuqua
- 2004 : Collision de Paul Haggis
- 2004 : Godsend, expérience interdite de Nick Hamm
- 2004 : L'Employé du mois de Mitch Rouse
- 2005 : Âge difficile obscur de Mike Mills
- 2006 : L'Illusionniste de Neil Burger
- 2011 : Salvation Boulevard de George Ratliff
- 2014 : When the Game Stands Tall de Thomas Carter
- 2014 : The Voices de Marjane Satrapi
- 2014 : Horns d'Alexandre Aja
- 2015 : Dark Places de Gilles Paquet-Brenner
- 2022 : The Woman King de Gina Prince-Bythewood

## Distinctions
- Oscars 2006 : Oscar du meilleur film pour Collision, conjointement avec Paul Haggis
- BAFTA 2006 : nomination de Collision pour le BAFA du meilleur film, conjointement avec Don Cheadle et Bob Yari